# كابي ماي بوينت (نيوجيرسي)
كابي ماي بوينت (بالإنجليزية: Cape May Point borough, New Jersey)‏ هي منطقة سكنية تقع بولاية نيوجيرسي في الولايات المتحدة. تبلغ مساحتها 0.81 كم2، وترتفع عن سطح البحر 2.1336 م، بلغ عدد سكانها 291 نسمة في عام 2010 حسب إحصاء مكتب تعداد الولايات المتحدة وتصل الكثافة السكانية فيها 359.3 نسمة لكل كيلومتر مربع (930.6/ميل2).

## التركيبة السكانية
حدّد مكتب تعداد الولايات المتحدة بيانات التركيبة السكانية لكابي ماي بوينت في تعداد الولايات المتحدة. في ما يلي، التركيبة السكانية حسب تعدادي 2000 و2010.

### تعداد عام 2000
بلغ عدد سكان كابي ماي بوينت 241 نسمة بحسب تعداد عام 2000، وبلغ عدد الأسر 133 أسرة وعدد العائلات 78 عائلة مقيمة في المنطقة السكنية. في حين سجلت الكثافة السكانية 297.5 نسمة لكل كيلومتر مربع (770.5/ميل2). وبلغ عدد الوحدات السكنية 501 وحدة بمتوسط كثافة قدره 618.5 لكل كيلومتر مربع (1,601.9/ميل2).
وتوزع التركيب العرقي للمنطقة السكنية بنسبة 95.02% من البيض و2.07% من الأمريكيين الأفارقة و0.41% من الأمريكيين ذوي الأصول الآسيوية و2.49% من عرقين مختلطين أو أكثر و1.66% من الهسبانيون أو اللاتينيون من أي عرق.
بلغ عدد الأسر 133 أسرة كانت نسبة 8.3% منها لديها أطفال تحت سن الثامنة عشر تعيش معهم، وبلغت نسبة الأزواج القاطنين مع بعضهم البعض 54.1% من أصل المجموع الكلي للأسر، ونسبة 3.8% من الأسر كان لديها معيلات من الإناث دون وجود شريك، بينما كانت نسبة 0.8% من الأسر لديها معيلون من الذكور دون وجود شريكة وكانت نسبة 41.4% من غير العائلات. تألفت نسبة 35.3% من أصل جميع الأسر من عدة أفراد يعيشون في نفس المنزل ونسبة 23.3% كانت تتألف من شخص يعيش بمفرده يبلغ من العمر 65 عاماً أو أكثر. وبلغ متوسط حجم الأسرة المعيشية 1.81، أما متوسط حجم العائلات فبلغ 2.27.
بلغ العمر الوسطي للسكان 64.2 عاماً. وكانت نسبة 6.6% من القاطنين تحت سن الثامنة عشر، وكانت نسبة 0.8% بين الثامنة عشر والرابعة والعشرين عاماً، ونسبة 10.4% كانت واقعةً في الفئة العمرية ما بين الخامسة والعشرين والرابعة والأربعين عاماً، ونسبة 34.4% كانت ما بين الخامسة والأربعين والرابعة والستين، ونسبة 47.7% كانت ضمن فئة الخامسة والستين عاماً فما فوق. يوجد لكل 100 أنثى 95.9 ذكر، ويوجد لكل 100 أنثى في الثامنة عشر من عمرها فما فوق 89.1 ذكر.
بلغ متوسط دخل الأسرة في المنطقة السكنية 55,313 دولارًا، أما متوسط دخل العائلة فبلغ 69,750 دولارًا. وكان متوسط دخل الذكور 63,250 دولارًا مقابل 30,833 دولارًا للإناث. وسجل دخل الفرد الخاص بالمنطقة السكنية 52,689 دولارًا. وكانت نسبة 0% من العائلات ونسبة 1.7% من السكان تحت خط الفقر، وكان من هؤلاء نسبة 0% تحت سن الثامنة عشر ونسبة 0% في الخامسة والستين من العمر وما فوق.

### تعداد عام 2010
بلغ عدد سكان كابي ماي بوينت 291 نسمة بحسب تعداد عام 2010، وبلغ عدد الأسر 164 أسرة وعدد العائلات 100 عائلة مقيمة في المنطقة السكنية. في حين سجلت الكثافة السكانية 359.3 نسمة لكل كيلومتر مربع (930.6/ميل2). وبلغ عدد الوحدات السكنية 619 وحدة بمتوسط كثافة قدره 764.2 لكل كيلومتر مربع (1,979.3/ميل2).
وتوزع التركيب العرقي للمنطقة السكنية بنسبة 94.50% من البيض و2.75% من الأمريكيين الأفارقة و0.34% من الأمريكيين ذوي الأصول الآسيوية و0.34% من الأعراق الأخرى و2.06% من عرقين مختلطين أو أكثر و0.34% من الهسبانيون أو اللاتينيون من أي عرق.
بلغ عدد الأسر 164 أسرة كانت نسبة 4.9% منها لديها أطفال تحت سن الثامنة عشر تعيش معهم، وبلغت نسبة الأزواج القاطنين مع بعضهم البعض 55.5% من أصل المجموع الكلي للأسر، ونسبة 3.7% من الأسر كان لديها معيلات من الإناث دون وجود شريك، بينما كانت نسبة 1.8% من الأسر لديها معيلون من الذكور دون وجود شريكة وكانت نسبة 39% من غير العائلات. تألفت نسبة 34.1% من أصل جميع الأسر من عدة أفراد يعيشون في نفس المنزل ونسبة 20.7% كانت تتألف من شخص يعيش بمفرده يبلغ من العمر 65 عاماً أو أكثر. وبلغ متوسط حجم الأسرة المعيشية 1.77، أما متوسط حجم العائلات فبلغ 2.17.
بلغ العمر الوسطي للسكان 66.4 عاماً. وكانت نسبة 4.1% من القاطنين تحت سن الثامنة عشر، وكانت نسبة 1.7% بين الثامنة عشر والرابعة والعشرين عاماً، ونسبة 3.8% كانت واقعةً في الفئة العمرية ما بين الخامسة والعشرين والرابعة والأربعين عاماً، ونسبة 34.7% كانت ما بين الخامسة والأربعين والرابعة والستين، ونسبة 55.7% كانت ضمن فئة الخامسة والستين عاماً فما فوق. وتوزع التركيب الجنسي للسكان بنسبة 45.7% ذكور و54.3% إناث.

## وصلات خارجية
- الموقع الرسمي